# Amstel Gold Race 1976
L'Amstel Gold Race 1976 fou l'11a edició de l'Amstel Gold Race. La cursa es va disputar el 27 de març de 1976, i el vencedor final va ser el belga Freddy Maertens, que s'imposà en solitari en la meta de Meerssen, amb més de quatre minuts de diferència respecte al seu immediat perseguidor.
118 ciclistes hi van prendre part, acabant la cursa 42 d'ells.

## Classificació final
|    | Ciclista        | Equip                    | Temps      |
| -- | --------------- | ------------------------ | ---------- |
| 1  | Freddy Maertens | Flandria-Velda           | 5h 53' 08" |
| 2  | Jan Raas        | TI-Raleigh-Campagnolo    | + 4' 29"   |
| 3  | Luc Leman       | Miko-De Gribaldy-Superia | + 5' 19"   |
| 4  | Patrick Béon    | Peugeot-Esso-Michelin    | m. t.      |
| 5  | Hennie Kuiper   | TI-Raleigh-Campagnolo    | m. t.      |
| 6  | Joop Zoetemelk  | Gan-Mercier-Hutchinson   | + 5' 32"   |
| 7  | Roger Swerts    | Molteni-Campagnolo       | + 6' 36"   |
| 8  | Roy Schuiten    | Lejeune-BP               | + 6' 47"   |
| 9  | Frans Verbeeck  | Ijsboerke-Colnago        | m. t.      |
| 10 | Cees Bal        | Molteni-Campagnolo       | m. t.      |